# Duquesne (frégate)
Pour les autres navires du même nom, voir Duquesne (navire).
Le Duquesne était une frégate lance-missiles de classe Suffren de la Marine nationale française, conçue également pour protéger une flotte de la menace d'attaques aériennes, de navires ennemis, de sous-marins, et, dans une moindre mesure, d'apporter une puissance de feu supplémentaire pour des objectifs terrestres.

## Historique
La frégate Duquesne est le huitième navire de la Marine française à porter le nom d'Abraham Duquesne et a pour sister-ship le Suffren.
Elle a été la seconde frégate lance-engins de la marine française (FLM -Frégate Lance-Missiles- ou croiseur lance-engins type C 60) et été chargée de protéger les porte-avions Foch et Clemenceau des attaques aériennes et sous-marines.
En juillet 2007, le Duquesne a été mis en réserve et remplacé par une frégate de classe Horizon dans la marine nationale.
Désarmé par la suite, le Duquesne sert de brise-lames pour la protection de l'école de plongée de la Marine nationale à l'entrée du port de Saint-Mandrier depuis le 18 août 2009.
Le Duquesne avait pour ville-marraine Dieppe (ville natale d'Abraham Duquesne) et était jumelé avec le 27e bataillon de chasseurs alpins d'Annecy.

## Caractéristiques (similaire au Suffren)

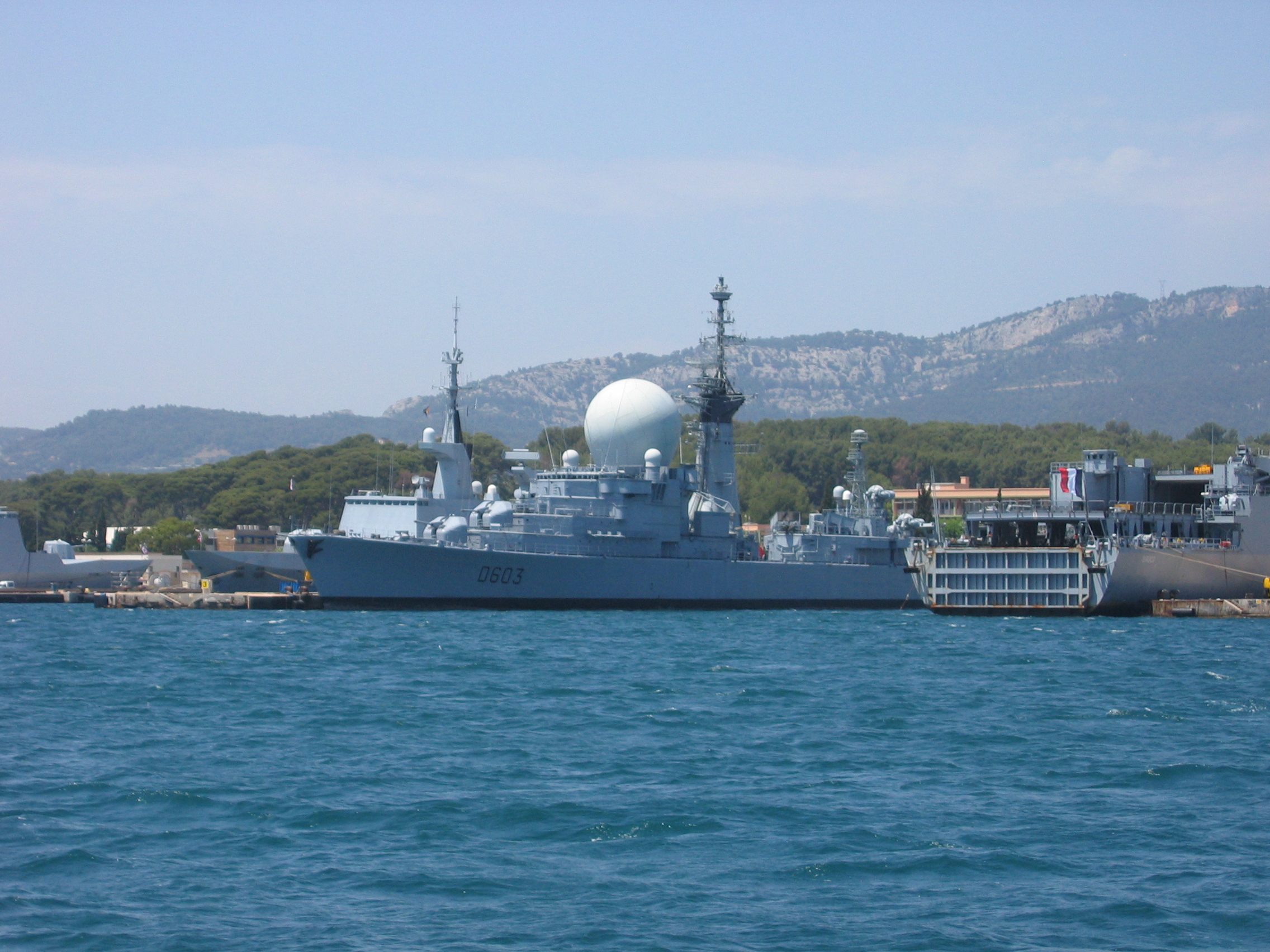
Le Duquesne à Toulon en 2007.

Production d'électricité : 3 440 kw, 2 turbo-alternateurs et 3 alternateurs diesel.
Parti de l’idée de Jean-Claude PAYEN, l’antenne ADC.6 est chargée de la réception et est associée à un traceur de diagramme.
Radars et sonars : 
- radar tridimensionnel DRBI23
- radar de veille surface et basse altitude DRBV15
- radar multi-cibles DRBC33
- radar de navigation DRBN34
- radar de conduite de tirs DRBR51
- Sonar remorqué à immersion variable DUBV-43B
- Sonar de coque DUBV-23D-1

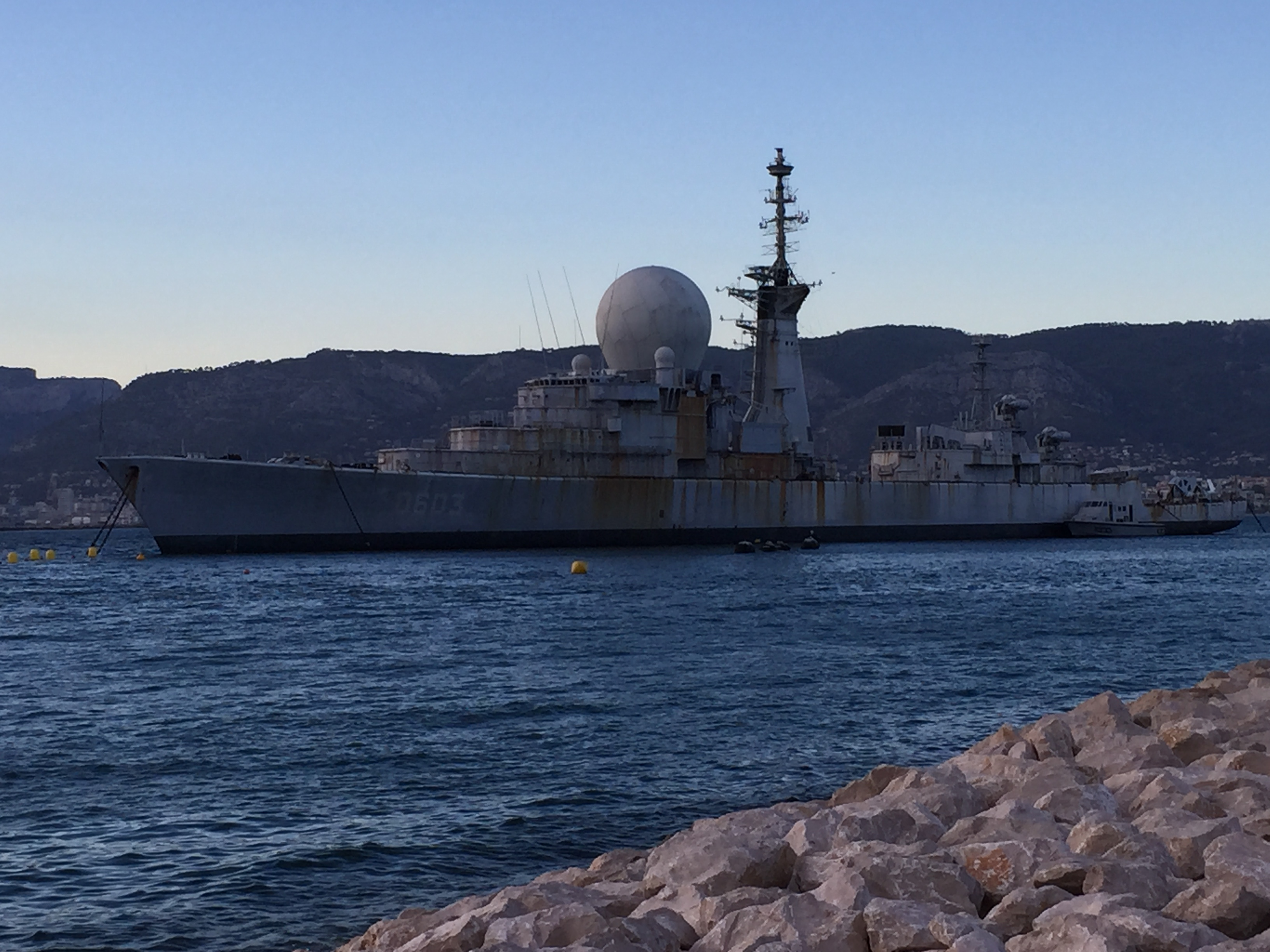
La coque du Duquesne, un brise-lame devant Saint-Mandrier (2015)

Contre mesure et guerre électronique : 
- 2 lance-leurre « Sagaie »
- SLQ-25 Nixie
- jammer ARBR33
- détecteurs ARBR17

Missiles, artillerie, torpilles : 
- 1 rampe double de missiles mer-air Masurca (guidés par le DRBR51) (48 missiles)
- 4 lanceurs de missiles MM38 Exocet, (4 missiles) (modernisation de 1977)
- 1 lanceur de Malafon torpilles anti sous-marines (débarqué en 1997)
- 4 catapultes lance-torpilles anti-sous-marines L5 (10 torpilles)
- 2 canons de 100 mm (« Messine » et « Palerme »), en tourelles simples
- 4 canons de 20 mm Oerlikon Mk 4 ; (modernisation de 1977)
- 4 mitrailleuses de 12,7 mm

## Commandants
- Capitaine de Vaisseau Albert Jaffrelot (27/07/1968-26/07/1969)
- Capitaine de Vaisseau Alain Duthoit 1976 - 1978
- Capitaine de Vaisseau Jean Florentin (13/09/1979-19/03/1981)
- Capitaine de vaisseau Yvan Noël (19/03/1981-19/03/1981)
- Capitaine de Vaisseau Marcel Le Ciclé (31/01/1984-09/08/1985)
- Capitaine de Vaisseau Philippe Canonne (09/08/1985-30/04/1987)
- Capitaine de Vaisseau Philippe Morel (30/04/1987-25/10//1988)
- Capitaine de Vaisseau Philippe de Bazelaire (25/10/1988-23/03/1990)

## Sources et bibliographie
- Bertrand Magueur, La Marine Nationale 2004-2005, tome 1, Hors série no 1 Navires & Histoire, ISSN 1280-4290, p. 16-18.
- Jean Meyer et Martine Acerra, Histoire de la marine française : des origines à nos jours, Rennes, Ouest-France, 1994, 427 p. [détail de l’édition] (ISBN 2-7373-1129-2, BNF 35734655)
- Michel Vergé-Franceschi (dir.), Dictionnaire d'Histoire maritime, Paris, éditions Robert Laffont, coll. « Bouquins », 2002, 1508 p. (ISBN 2-221-08751-8 et 2-221-09744-0)
- Alain Boulaire, La Marine française : De la Royale de Richelieu aux missions d'aujourd'hui, Quimper, éditions Palantines, 2011, 383 p. (ISBN 978-2-35678-056-0)
- Rémi Monaque, Une histoire de la marine de guerre française, Paris, éditions Perrin, 2016, 526 p. (ISBN 978-2-262-03715-4)